# Mikael Boman
Ernst Anders Mikael Boman, född 14 juli 1988 i Kungsbacka församling, är en svensk före detta fotbollsspelare (anfallare).

## Karriär
Mikael Boman inledde sin seniorkarriär i Falkenbergs FF i Superettan år 2008 och värvades av seriekonkurrenten Halmstads BK inför säsongen 2012. Säsongen 2013 gjorde Boman 9 allsvenska mål och hans 2 mål i efterföljande kvalet mot GIF Sundsvall var av avgörande betydelse för att Halmstads BK stannade kvar i Allsvenskan även till säsongen 2014.
Den 31 januari 2018 värvades Boman av danska Randers FC, där han skrev på ett tvåårskontrakt. Boman debuterade i Superligaen den 23 februari 2018 i en 1–1-match mot AC Horsens, där han blev inbytt i den 72:a minuten mot Eero Markkanen.
Den 3 juni 2019 återvände Boman till Halmstads BK, där han skrev på ett 2,5-årskontrakt. Boman spelade 29 ligamatcher och gjorde 12 mål under säsongen 2020, då klubben blev uppflyttade till Allsvenskan. I oktober 2021 förlängde han sitt kontrakt med ett år. Efter säsongen 2022 lämnade Boman klubben i samband med att hans kontrakt gick ut.